# Masahiko Satoh
Masahiko Satoh (佐藤 允彦, Satō Masahiko, Tóquio, 6 de outubro de 1941) é um pianista, compositor e arranjador de jazz japonês.

## Biografia
Satoh nasceu em Tóquio a 6 de outubro de 1941. A sua mãe era Setsu, e seu pai era Yoshiaki Satoh. A sua família mudou-se de residência em 1944, e Masahiko começou a tocar piano aos cinco anos de idade. Aos dezassete anos começou a tocar piano profissionalmente, tendo acompanhado os cantores, mágicos e strippers num cabaré do distrito de Ginza.
Em 1959 Satoh tocou na banda de Georgie Kawaguchi, ao lado dos saxofonistas Sadao Watanabe e Akira Miyazawa. Satoh formou-se na Universidade Keio.
Aos vinte e seis anos, Satoh mudou-se para os Estados Unidos para estudar na Faculdade Berklee de Música, onde permaneceu por dois anos, aprendendo sobre composição e arranjos. Satoh trabalhou numa loja de alimentos e num hotel como pianista. Em 1968 ele escreveu uma música e conduziu uma série de peças que foram combinadas com danças e apresentadas em Nova Iorque. Ao retornar ao Japão, Satoh gravou o seu primeiro álbum Palladium, como regente, e participou de um álbum de Helen Merrill.
Entre as décadas de 1960 e 1970, Satoh tocou num estilo livre e percussivo. Em 1971, Satoh tocou no Festival de Jazz de Berlim como parte de um trio, tendo usado um modulador em anel para mudar o som. Também na década de 1970, gravou com Attila Zoller, Karl Berger, e Albert Mangelsdorff. Foi o responsável por compor a banda sonora psicodélica do filme de animé Kanashimi no Belladonna, lançado em 1973.
Satoh escreveu arranjos conduzidos por Merrill, Kimiko Itoh, e Nancy Wilson. Também escreveu arranjos para o álbum de 1983, Maiden Voyage, de Art Farmer.
Em 1990 Satoh formou o grupo Rantooga, que combinava várias formas de músicas folclóricas de todo o mundo. No início da década de 1990 ele compôs músicas para um coro de mil monges budistas. No início da mesma década ele afirmou que 70% do seu tempo era gasto com arranjos e composições, e o restante em tocar e gravar.
Satoh compôs para cinema, televisão e propagandas. As canções do filme Kanashimi no Belladonna, foram interpretadas por sua esposa, Chinatsu Nakayama.
Algumas das suas composições foram influenciadas pelo espaço nas obras do compositor Tōru Takemitsu. Satoh também compôs com instrumentos tradicionais japoneses, incluindo a flauta shakuhachi e o instrumento de cordas biwa.

## Discografia
Como regente/corregente
| Ano     | Título                                          | Editora discográfica | Notas |
| ------- | ----------------------------------------------- | -------------------- | --- |
| 1969    | Palladium                                       | Express              | Trio, com Yasuo Arakawa (baixo), Masahiko Togashi (tambor)                                                                                                   |
| 1970    | Holography                                      | Nippon Columbia      | Solo |
| 1970    | Astrorama                                       | Liberty              | Conduzido com Jean-Luc Ponty. Quinteto, com Ponty (teclado, vocal), Yoshiaki Masuo (guitarra), Niels-Henning Ørsted Pedersen (baixo), Motohiko Hino (tambor) |
| 1970    | Kayobi no Onna (火曜日の女)                     | Toho                 | Com Yoshiko Goto (vocal), Kiyoshi Sugimoto (guitarra), Kunimitsu Inaba (baixo), Yasuo Arakawa (baixo), Akira Ishikawa (tambor)                               |
| 1970    | Piano Deluxe Album                              | Polydor              | Solo |
| 1985    | Amorphism                                       | Epic Sony            | Trio, com Eddie Gomez (baixo), Steve Gadd (tambor) |
| 1985    | As If...                                        | Nippon Columbia      | Trio, com Eddie Gomez (baixo), Steve Gadd (tambor) |
| 1988    | Double Exposure                                 | Epic Sony            | Trio, com Eddie Gomez (baixo), Steve Gadd (tambor) |
| 1990    | Lunar Cruise                                    | Epic Sony            | Duo, com Midori Takada (percussão) |
| 1990    | Randooga: Select Live Under The Sky'90          | Epic Sony            | Em direto no teatro da Yomiuriland, em julho de 1990. Participação especial: Wayne Shorter.                                                                  |
| 2002–03 | Masahiko Plays Masahiko                         | Ewe                  | Piano solo |
| 2005    | Voyages                                         | BAJ                  | Conduzido com Joelle Leandre (baixo); em concerto |
| 2007    | Nyozegamon                                      | Ohrai                | Piano solo |
| 2007    | Rocking Chair                                   | BAJ                  | Piano solo |
| 2009    | Summer Night                                    | Studio Songs         | Piano solo |
| 2010    | Afterimages                                     | BAJ                  | Duo, com Je Chun Park (percussão) |
| 2011    | Edo Gigaku                                      | BAJ                  | Trio, com Shinichi Kotoh (baixo), Hiroshi Murakami (tambor)                                                                                                  |
| 2011    | Yatagarasu                                      | Not Two              | Conduzido com Peter Brötzmann (saxofone alto, saxofone tenor, tárogató, clarineta), Takeo Moriyama (tambor); em concerto                                     |
| 2013    | Spring Snow                                     | PNL                  | Conduzido com Paal Nilssen-Love (tambor, percussão); em concerto                                                                                             |
| 2013    | Doushin Gigaku                                  | BAJ                  | Trio, com Shinichi Kotoh (baixo), Hiroshi Murakami (tambor)                                                                                                  |
| 2013    | Serendip                                        | BAJ                  | Duo, com Pradeep Ratnayake (sitar) |
| 2017    | Miku Hatsune sings Osamu Tezuka and Isao Tomita | Nippon Columbia      | Uma série de arranjos e remisturas das composições de Isao Tomita para as obras de Osamu Tezuka e as canções de Hatsune Miku                                 |

Como acompanhante
| Ano  | Regente                            | Título            | Editora discográfica |
| ---- | ---------------------------------- | ----------------- | -------------------- |
| 1971 | Helen Merrill                      | S'posin           | Storyville           |
| 1973 | Anthony Braxton                    | Four Compositions | Denon                |
| 1985 | Eddie Gómez                        | Mezgo             | Epic                 |
| 2003 | Joëlle Léandre                     | Signature         | Red Toucan           |
| 2011 | Peter Brötzmann                    | Long Story Short  | Trost                |
| 2012 | Ken Vandermark e Paal Nilssen-Love | Extended Duos     | Audio Graphic        |